# Antonio Pini-Corsi
Antonio Pini-Corsi (Zadar, junio de 1858 [o 1859] - Milán, 22 de abril de 1918) fue un barítono italiano de fama internacional. Poseía una voz de tonos maduros de gran flexibilidad, y poseía una gran habilidad para el canto de agilidad. Participó en gran número de estrenos, entre ellos el papel de Ford en Falstaff o Schaunard en La Bohème. Parte de la primera generación de grandes cantantes que realizaron grabaciones sonoras, fue uno de los mejores barítonos buffo de su época.

## Carrera
Pini-Corsi nació en el seno de una familia musical en Zara (actual Zadar, ciudad croata, entonces italiana). Muchos de sus familiares cantaron profesionalmente, entre ellos su hermano Gaetano Pini-Corsi, que fue un conocido tenor. Debutó profesionalmente en Cremona, en 1878 como Dandini de La Cenerentola. En los 15 años siguientes apareció en teatros de toda Italia, especializándose en el repertorio cómico de Rossini o Donizetti. Debutó en la Scala de Milán en 1892 en el estreno de la versión revisada de Cristoforo Colombo de Alberto Franchetti. Al año siguiente, también en la Scala, interpretó el protagonista de Rigoletto junto a Nellie Melba, y participó en el estreno de la última ópera de Giuseppe Verdi, Falstaff, creando el papel de Ford. El compositor admiraba su arte y su habilidad vocal. En ese mismo año repitió el papel en Génova, Roma, Venecia y Brescia.
En los años sucesivos se presentó en la Staatsoper de Viena, el Covent Garden De Londres o la Ópera de Montecarlo, en cuya compañía cantó regularmente durante dos años. El 1 de febrero de 1896, en el Teatro Regio de Turín, interpretó a Schaunard en el estreno de La Bohème, y repitió el papel en diversas producciones por toda Italia.
Al año siguiente debutó en los Estados Unidos, como Bartolo en El barbero de Sevilla, en la Metropolitan Opera de Nueva York, en cuya compañía permaneció por dos años. En 1902 regresó a Italia, donde permaneció siete años, cantando sobre todo en La Scala, en donde participó en los estrenos de Siberia de Umberto Giordano (1903) y La figlia di Iorio, de Franchetti (1906). Continuó colaborando con la ópera de Montecarlo (entre 1903 y 1909) y se presentó en la Staatsoper de Berlín. En 1908 actuó en América del Sur y en 1909 en la ópera de Boston.
Desde 1909 hasta 1914 volvió a trabajar con la compañía del Met, apareciendo en varios estrenos mundiales, entre ellos La fanciulla del West, de Puccini, Königskinder de Engelbert Humperdinck o Cyrano de Walter Damrosch. De vuelta a Italia, en 1915 cantó Don Pasquale y Dulcamara en el Teatro Regio de Parma. Su última aparición operística fue en 1917, en el Teatro dal Verme de Milán, en Il signor Bruschino.
Falleció en Milán con solo 58 años. Su voz se puede escuchar en una serie de grabaciones fonográficas que realizó en los primeros años del siglo XX.
Escribió una canción, titulada "Tu non mi vuoi più bene", que fue interpretada y grabada por Enrico Caruso.